# 1371 год
1371 (ты́сяча три́ста се́мьдесят пе́рвый) год  по юлианскому календарю — невисокосный год, начинающийся в среду. Это 1371 год нашей эры, 1‑й год 8‑го десятилетия XIV века 2‑го тысячелетия, 2‑й год 1370‑х годов. Он закончился 654 года назад.
| Пн | Вт | Ср | Чт | Пт | Сб | Вс |
|    |    | 1  | 2  | 3  | 4  | 5  |
| 6  | 7  | 8  | 9  | 10 | 11 | 12 |
| 13 | 14 | 15 | 16 | 17 | 18 | 19 |
| 20 | 21 | 22 | 23 | 24 | 25 | 26 |
| 27 | 28 | 29 | 30 | 31 |    |    |

| Пн | Вт | Ср | Чт | Пт | Сб | Вс |
|    |    |    |    |    | 1  | 2  |
| 3  | 4  | 5  | 6  | 7  | 8  | 9  |
| 10 | 11 | 12 | 13 | 14 | 15 | 16 |
| 17 | 18 | 19 | 20 | 21 | 22 | 23 |
| 24 | 25 | 26 | 27 | 28 |    |    |

| Пн | Вт | Ср | Чт | Пт | Сб | Вс |
|    |    |    |    |    | 1  | 2  |
| 3  | 4  | 5  | 6  | 7  | 8  | 9  |
| 10 | 11 | 12 | 13 | 14 | 15 | 16 |
| 17 | 18 | 19 | 20 | 21 | 22 | 23 |
| 24 | 25 | 26 | 27 | 28 | 29 | 30 |
| 31 |    |    |    |    |    |    |

| Пн | Вт | Ср | Чт | Пт | Сб | Вс |
|    | 1  | 2  | 3  | 4  | 5  | 6  |
| 7  | 8  | 9  | 10 | 11 | 12 | 13 |
| 14 | 15 | 16 | 17 | 18 | 19 | 20 |
| 21 | 22 | 23 | 24 | 25 | 26 | 27 |
| 28 | 29 | 30 |    |    |    |    |

| Пн | Вт | Ср | Чт | Пт | Сб | Вс |
|    |    |    | 1  | 2  | 3  | 4  |
| 5  | 6  | 7  | 8  | 9  | 10 | 11 |
| 12 | 13 | 14 | 15 | 16 | 17 | 18 |
| 19 | 20 | 21 | 22 | 23 | 24 | 25 |
| 26 | 27 | 28 | 29 | 30 | 31 |    |

| Пн | Вт | Ср | Чт | Пт | Сб | Вс |
|    |    |    |    |    |    | 1  |
| 2  | 3  | 4  | 5  | 6  | 7  | 8  |
| 9  | 10 | 11 | 12 | 13 | 14 | 15 |
| 16 | 17 | 18 | 19 | 20 | 21 | 22 |
| 23 | 24 | 25 | 26 | 27 | 28 | 29 |
| 30 |    |    |    |    |    |    |

| Пн | Вт | Ср | Чт | Пт | Сб | Вс |
|    | 1  | 2  | 3  | 4  | 5  | 6  |
| 7  | 8  | 9  | 10 | 11 | 12 | 13 |
| 14 | 15 | 16 | 17 | 18 | 19 | 20 |
| 21 | 22 | 23 | 24 | 25 | 26 | 27 |
| 28 | 29 | 30 | 31 |    |    |    |

| Пн | Вт | Ср | Чт | Пт | Сб | Вс |
|    |    |    |    | 1  | 2  | 3  |
| 4  | 5  | 6  | 7  | 8  | 9  | 10 |
| 11 | 12 | 13 | 14 | 15 | 16 | 17 |
| 18 | 19 | 20 | 21 | 22 | 23 | 24 |
| 25 | 26 | 27 | 28 | 29 | 30 | 31 |

| Пн | Вт | Ср | Чт | Пт | Сб | Вс |
| 1  | 2  | 3  | 4  | 5  | 6  | 7  |
| 8  | 9  | 10 | 11 | 12 | 13 | 14 |
| 15 | 16 | 17 | 18 | 19 | 20 | 21 |
| 22 | 23 | 24 | 25 | 26 | 27 | 28 |
| 29 | 30 |    |    |    |    |    |

| Пн | Вт | Ср | Чт | Пт | Сб | Вс |
|    |    | 1  | 2  | 3  | 4  | 5  |
| 6  | 7  | 8  | 9  | 10 | 11 | 12 |
| 13 | 14 | 15 | 16 | 17 | 18 | 19 |
| 20 | 21 | 22 | 23 | 24 | 25 | 26 |
| 27 | 28 | 29 | 30 | 31 |    |    |

| Пн | Вт | Ср | Чт | Пт | Сб | Вс |
|    |    |    |    |    | 1  | 2  |
| 3  | 4  | 5  | 6  | 7  | 8  | 9  |
| 10 | 11 | 12 | 13 | 14 | 15 | 16 |
| 17 | 18 | 19 | 20 | 21 | 22 | 23 |
| 24 | 25 | 26 | 27 | 28 | 29 | 30 |

| Пн | Вт | Ср | Чт | Пт | Сб | Вс |
| 1  | 2  | 3  | 4  | 5  | 6  | 7  |
| 8  | 9  | 10 | 11 | 12 | 13 | 14 |
| 15 | 16 | 17 | 18 | 19 | 20 | 21 |
| 22 | 23 | 24 | 25 | 26 | 27 | 28 |
| 29 | 30 | 31 |    |    |    |    |

## События
- 1346—1375 — Сербско-греческий церковный спор. Разногласия переросли в открытое противостояние из-за того, что константинопольский патриарх Каллист I осудил сербскую церковную иерархию, что стало причиной церковного раскола[1].
- 1350—1490 — Борьба <<трески>> и <<крючков>>. Серия внутренних военных конфликтов, в основном, вокруг титула графа Голландии[2].
- 1353—1420 — Сардинско-арагонская война (второй этап 1365-1388). Военный конфликт между юдикатом Арборея, союзником сардинской ветви семьи Дориа, и Генуей и Сардинским королевством, последнее из которых было частью Арагонской короны[3].
- 1356—1375 — война двух Педро. Рассматривается как часть Столетней войны[4].
- 1359—1380 — Великая замятня в Золотой Орде[5].
- 1369— 1389 — Каролинская война. Второй этап Столетней войны (1337-1453)[6].
- 1370—1388 — война за люнебургское наследство. Военный конфликт, разгоревшийся в Северной Германии за престолонаследие в немецком княжестве Люнебург[7].
- 1371—1379 — началась Война за гелдернское наследство. Война за трон герцогства Гелдерн[8].
- Май — восстание чесальщиков шерсти в Перудже.
- Июль — восстание шерстяников в Сиене. Образовано правительство «тощего народа» во главе с Франческо д’Аньоло. Отряды богатых горожан разбили восставших и устроили резню в Сиене.
- 26 сентября — Марицкая битва между ополчением балканских народов и турками-османами. Победа турок в битве на реке Марице. Разорение турками Македонии.
- Коронован шотландский король Роберт II.
- Сербо-македонское войско подходит к Адрианополю.
- Иоанна V Палеолога задержали венецианцы, требуя уплаты долгов. Андроник, сын Иоанна, ничем не помог ему. Младший сын Иоанна Мануил выплатил все долги. Вернувшись, Иоанн отстранил Андроника от престола и сделал наследником Мануила.
- Армия и флот Чампы повели наступление на Вьетнам. Столица Вьетнама Виджайя взята и опустошена.

## Русь
Правление: 1363—1389 — Дмитрий Иванович Донской. Михаил Александрович Тверской (получил ярлык, но не правил)
- 1368—1372 — Литовско-московская война. Походы великого князя литовского Ольгерда на Московское княжество в 1368, 1370 и 1372 годах, а также сопутствующие события[9].

- Начало года — хан Мамаевой Орды — Мухаммед-Булак подтвердил Ольгерду его ярлык на Великое княжество литовское и возобновившего боевые действия против Дмитрия Донского и его союзников на стороне великого тверского князя Михаила Александровича[10].
- Начало года — из Большой Орды к великому князю Олегу Ивановичу Рязанскому бежавшего в 1370 году, выехал «муж честен», видный татарский знатный мурза, Солохмир, получивший титул боярина рязанского, за которого была выдана княжна рязанская Анастасия Ивановна — родоначальники дворянских родов: Апраксины, Абутайловы, Базаровы, Вердеревские, Дувановы, Кончеевы, Крюковы, Пороватые, Ратаевы, Ханыковы, Чеботарёвы и Шишкины[11][12].
- Начало года — из Большой Орды выехал старший брат мурзы Солохмира, хан Эду-хан — родоначальник дворянского рода Хитрово[11].
- Начало года — мурза Салахмир и хан Эду-хан с помощью конной татарской рати помогли вернуть князь Олегу Ивановичу рязанский престол, согнав с него Владимира Дмитриевича Пронского[13].
- Апрель — из Крымской Орды возвращается уехавший туда в 1370 году Михаил Александрович Тверской с ярлыком на великое владимирское княжение в сопровождении татарского посла Сарыхожи (Сары-Ходжи). Донской требует от бояр и людей всех городов на признавать и не пропускать Михаила Тверского, сам же с Владимиром Андреевичем становится у Переяславля-Залесского и не допускает Михаила занять великокняжеский стол[14].
- 23 мая — Дмитрий Донской отправляет своего сына Ивана Дмитриевича в Орду[14].
- Начало июня — В Москву прибывают послы из ВКЛ от Ольгерда с предложением вместо перемирия 1370 года заключить полноценный мир. Дмитрий Донской соглашается и подписывает договор скреплённый династическим браком между Владимиром Андреевичем и дочерью Ольгерда Еленой[14].
- 15 июня — Дмитрий Донской уже сам отправляется в Орду. Митрополит Алексий с боярами провожают его до Оки. Ценою раздачи богатых подарков Донскому удалось закрепить за собою великое княжение[14].
- Осень — хан Мамаевой Орды — Мухаммед-Булак подтвердил Дмитрию Ивановичу Донскому его ярлык на Владимирское великое княжение[10].
- Ноябрь — Дмитрий Донской приводит с собою из Орды сына Михаила Александровича — Ивана Михайловича, которого он выкупил за 10.000 рублей серебра. Иван живёт в Москве на дворе митрополита Алексия[14].
- Зима 1371/72 — серпуховской князь Владимир Андреевич Храбрый женился на Елене (в монашестве Евпраксия), дочери великого литовского князя Ольгерда[15].
- Московские князья в союзе с князьями Одоевского княжества участвовали в отражении набегов Мамаевой Орды на Рязанское княжество[16].
  - Согласно летописям[17], в конце лета (Княжество Московское):  В Солнце видны были черные места, подобные гвоздям и долговременная засуха произвела туманы, столь густые, что днем в двух саженях нельзя было разглядеть лица человеческого; птицы, не смея летать, станицами ходили по земле. Сия тьма продолжалась около двух месяцев. Луга и поля совершенно иссохли; скот умирал; бедные люди не могли за дороговизною купить хлеба.

### Города и поселения
- Калуга впервые упомянута в грамоте великого литовского князя Ольгерда константинопольскому патриарху Филофею[18].
- Первое летописное упоминание г. Верея в связи походом Ольгерда на Москву[19].
- Преподобным Димитрием основан Спасо-Прилуцкий монастырь близ Вологды[20].
- Дмитрий Константинович ставит в Нижнем Новгороде каменную церковь святого Николая на Бечеве[21].

## Начало правления
См. также: Список глав государств в 1371 году
- 1371—1389 — князь Сербии Лазарь Хребелянович.
- 1371—1390 — Роберт II, шотландский король, первый король Шотландии из династии Стюартов.
- Начало правления князя Марко.

## Родились
См. также: Категория:Родившиеся в 1371 году
- 30 декабря — Василий I Дмитриевич, великий князь московский и владимирский[14].

## Скончались
См. также: Категория:Умершие в 1371 году
- 22 февраля — Давид II, король Шотландии из династии Брюсов.

## 1371 год на Руси в иллюстрацияхЛицевого летописного свода
- Та зима была очень тёплой, и весь снег стаял ещё во вторник до последнего воскресения перед Великим Постом, не осталось снега нигде. А осенью много хлеба ушло под снег, и жали люди хлеб в Великий Пост, когда сошёл снег, в тех местах, где не побывало литовское войско, а весь снег стаял во вторник на Феодоровой
- Весной 1371 года тверской князь Михаил Александрович отправился в Орду и выхлопотал там ярлык на великое княжение Владимирское. Московский князь Дмитрий Иванович не признал ярлыка и не отдал Владимир Михаилу
- После поражения Олега Рязанского в сражении с московским войском под Скорнищев Владимир Дмитриевич Пронский сел на рязанское княжение, но вскоре был изгнан Олегом. У московского князя Дмитрия Ивановича родился сын Василий, будущий московский князь Василий I
- Удельный князь Серпуховский Владимир Андреевич Храбрый женился на дочери великого князя Литовского Ольгерда Елене